# گناه (فیلم ۱۹۹۳)
گناه (به هندی: Gunaah) فیلمی است محصول سال ۱۹۹۳ و به کارگردانی ماهش بات است. در این فیلم بازیگرانی همچون سانی دئول، دیمپل کاپادیا، راضا مراد، مشتاق خان ایفای نقش کرده‌اند.